# Donald McMonagle
Donald Ray McMonagle (Flint, 14 mei 1952) is een voormalig Amerikaans ruimtevaarder. McMonagle zijn eerste ruimtevlucht was STS-39 met de spaceshuttle Discovery en vond plaats op 28 april 1991. Tijdens de missie werd een aantal experimenten uitgevoerd voor het Amerikaanse Ministerie van Defensie.
McMonagle maakte deel uit van NASA Astronaut Group 12. Deze groep van 15 astronauten begon hun training in juni 1987 en werden in augustus 1988 astronaut. In totaal heeft McMonagle drie ruimtevluchten op zijn naam staan. In 1997 verliet hij NASA en ging hij als astronaut met pensioen. 